# Ніндорф-бай-Беркентін
Ніндорф-бай-Беркентін (нім. Niendorf bei Berkenthin) — громада в Німеччині, розташована в землі Шлезвіг-Гольштейн. Входить до складу району Герцогство Лауенбург. Складова частина об'єднання громад Беркентін.
Площа — 3,99 км2. Населення становить 190 ос. (станом на 31 грудня 2020).